# NGC 2591
NGC 2591 ist eine Spiralgalaxie vom Hubble-Typ Sc im Sternbild Giraffe am Nordsternhimmel. Sie ist schätzungsweise 66 Millionen Lichtjahre von der Milchstraße entfernt und hat einen Durchmesser von etwa 55.000 Lichtjahren.
Gemeinsam mit NGC 2655, NGC 2715, NGC 2748 bildet sie die NGC 2655-Gruppe.
Das Objekt wurde am 12. August 1866 von Heinrich Louis d’Arrest entdeckt.